# Johnny Zhivago
Johnny Zhivago – brytyjski zespół punk rockowy założony w roku 1999 w Esseksie, w Anglii. Grupa rozpadła się w 2002. Steve Maloney następnie utworzył zespół Vicious Cabaret, a Lee Wray Zen Motel.
Nazwa zespołu zaczerpnięta została od nazwy fikcyjnego zespołu lub nazwiska wykonawcy wspomnianego w filmie Mechaniczna pomarańcza oraz książce o tym samym tytule.

## Skład
- Steve Maloney: wokal, gutara, fortepian elektryczny
- Lee Wray: wokal, gitara basowa, fortepian elektryczny
- Jaime Hunwicks: gitara
- Neil D. Roberts: bębny

## Dyskografia
- Terminal Boredom (2000)
- Some Of The People, All Of The Time (2001)